# Raimondo Orsini del Balzo
(Angelo di Costanzo, Historia del Regno di Napoli, Napoli, 1710, p. 285)
Raimondo Orsini del Balzo, detto Raimondello (Taranto, 1350/1355 circa – Taranto, 17 gennaio 1406), è stato un nobile e condottiero italiano.
Fu principe di Taranto, duca di Bari e Benevento, conte di Bisceglie, Lecce e Soleto, signore di Altamura, Gallipoli, Martina Franca, Nardò, Oria, Ostuni, Otranto, Tricase e Ugento, gran connestabile del Regno di Napoli e Gonfaloniere della Chiesa.

## Biografia

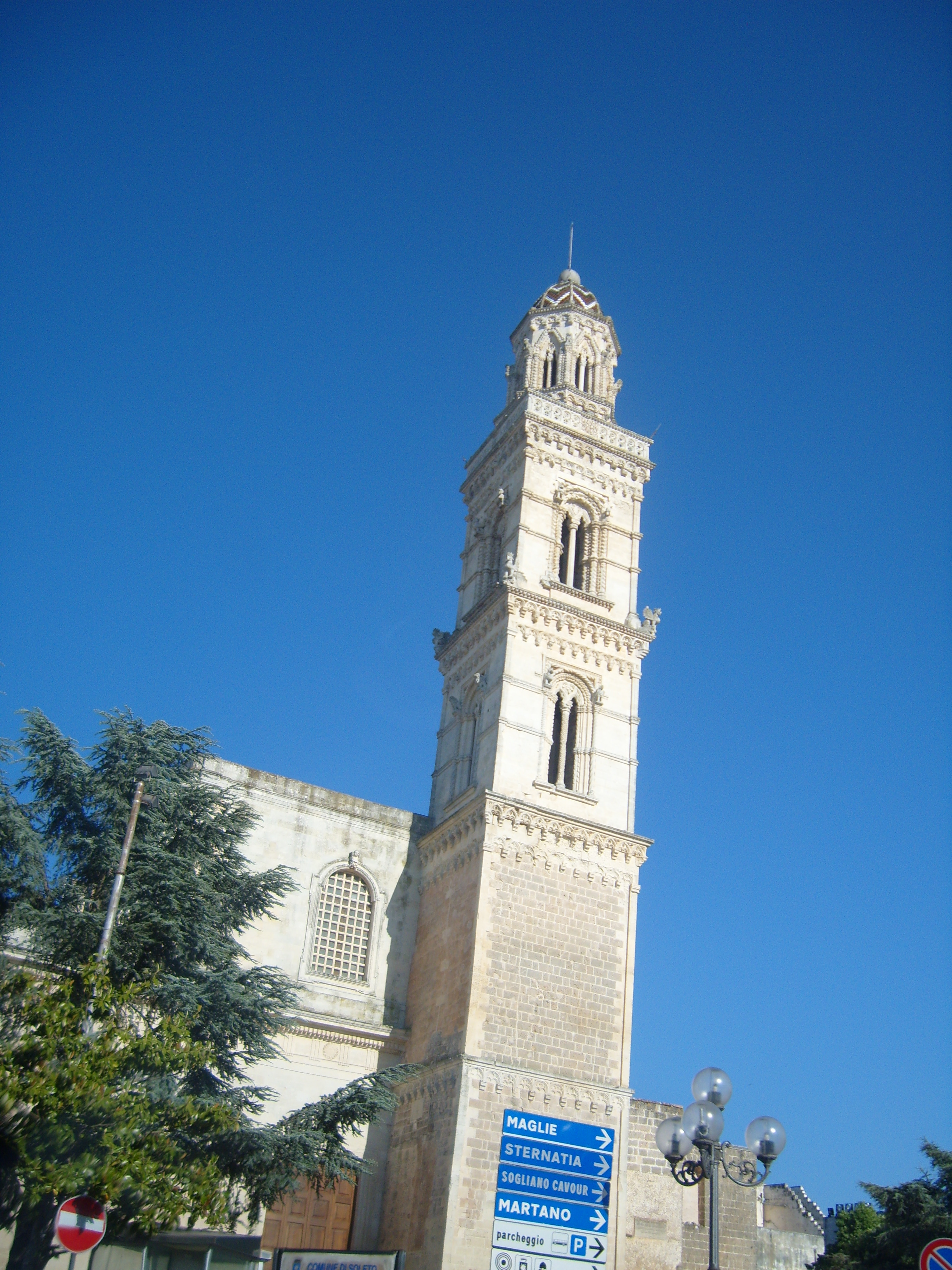
Guglia di Raimondello a Soleto

Raimondello fu il secondo figlio di Nicola Orsini (1331-1399), 3º conte di Nola, gran giustiziere e cancelliere del Regno di Napoli, e di Giovanna di Sabrano, nonché nipote di Sveva del Balzo, sorella del più famoso Raimondo. La nonna vendette tutti i suoi gioielli per farlo diventare cavaliere e condottiero. All'età di otto anni lo accompagnò dal prozio Raimondo nel castello di Casaluce, dove il giovane Raimondello capì per la prima volta l'importanza dell'arte militare come valore celebrativo di una casata. Aggiunse al suo cognome Orsini quello dei Del Balzo (quindi Orsini del Balzo) in quanto venne adottato dallo zio Raimondo del Balzo e dalla moglie Isabella d'Apia, contessa di Campagna e Casaluce, per dare loro una discendenza.
Fu alleato di Luigi I d'Angiò-Valois e, su suo consiglio, sposò nel 1384 Maria d'Enghien, contessa di Lecce, ingrandendo notevolmente il proprio dominio aggiungendo alla contea di Soleto, la contea di Lecce e il principato di Taranto. Quest'ultimo includeva ormai tutta la penisola salentina ed il principe vi governò quasi indipendentemente dal re, diventando il feudatario più ricco d'Italia, con entrate che superavano quelle dello stesso re di Napoli.
Alla morte di Luigi I d'Angiò-Valois (20 settembre 1384), Raimondello proseguì nella sua politica a favore degli Angioini, sostenendo il di lui figlio Luigi II d'Angiò-Valois ed accorrendo nel marzo del 1385 in difesa di papa Urbano VI, minacciato da Carlo III d'Angiò-Durazzo. Grazie all'intervento armato di Raimondello, il pontefice venne liberato dall'assedio di Nocera e, ritiratosi a Genova, con una bolla pontificia concesse al conte Orsini del Balzo licenza di costruire un convento con ospedale e chiesa sub vocabulo Sanctæ Chatarinæ in San Pietro di Galatina.
Verso la fine del XIV secolo ordinò la costruzione della basilica di Santa Caterina d'Alessandria a Galatina. Egli stesso vi è ritratto all'interno insieme col figlio Giovanni Antonio. Vi si conserva una reliquia (un dito) di Santa Caterina d'Alessandria, portata in Puglia da Raimondello dal monastero sul Monte Sinai, dove vi è il corpo della santa. Si narra che Raimondello, recatosi di persona in pellegrinaggio presso il monastero egiziano, nell'atto di baciare la mano del corpo mummificato della santa in segno di venerazione, abbia sottratto un dito della salma staccandolo con un morso e nascondendolo in bocca fino al suo rientro in Italia. Un'altra opera importante da lui voluta e commissionata fu l'omonima guglia a Soleto, un magnifico esempio di stile tardo gotico (in particolare, gotico fiorito).
Raimondello morì il 17 gennaio 1406 mentre difendeva Taranto dall'assedio apportato dal re Ladislao d'Angiò-Durazzo.
Alla sua morte, Maria d'Enghien proseguì l'opera del marito facendo riempire di affreschi la chiesa di Santa Caterina con nuove maestranze da Napoli. Dopo la sua morte i lavori vennero proseguiti dal loro figlio Giovanni Antonio e dalla moglie Anna Colonna, come testimoniato dallo stemma degli Orsini del Balzo inquartato con quello dei Colonna sia nella chiesa di Santa Caterina che sull'ultimo ordine della Guglia di Soleto.

## Ascendenza
|                           |                      |                       | Genitori                  |  |  | Nonni |  |  | Bisnonni      |  |  | Trisnonni      |  |
|                           |                      |                       |                           |  |  |       |  |  | Romano Orsini |  |  | Gentile Orsini |  |
|                           |                      |                       |                           |  |  |       |  |  | Romano Orsini |  |  | Gentile Orsini |  |
|                           |                      | ?                     |                           |  |  |       |  |  | Romano Orsini |  |  |                |  |
| Roberto Orsini            |                      |                       |                           |  |  |       |  |  | Romano Orsini |  |  |                |  |
|                           |                      | Anastasia di Monforte | Guido di Monforte         |  |  |       |  |  |               |  |  |                |  |
|                           |                      | Anastasia di Monforte | Guido di Monforte         |  |  |       |  |  |               |  |  |                |  |
|                           |                      | Anastasia di Monforte | Margherita Aldobrandeschi |  |  |       |  |  |               |  |  |                |  |
| Nicola Orsini             |                      | Anastasia di Monforte |                           |  |  |       |  |  |               |  |  |                |  |
|                           |                      | Ugone del Balzo       | Raimondo del Balzo        |  |  |       |  |  |               |  |  |                |  |
|                           |                      | Ugone del Balzo       | Raimondo del Balzo        |  |  |       |  |  |               |  |  |                |  |
|                           |                      | Ugone del Balzo       | Eustachia Stendardo       |  |  |       |  |  |               |  |  |                |  |
| Sveva del Balzo           |                      | Ugone del Balzo       |                           |  |  |       |  |  |               |  |  |                |  |
|                           |                      | Jacopa della Marra    | Risone della Marra        |  |  |       |  |  |               |  |  |                |  |
|                           |                      | Jacopa della Marra    | Risone della Marra        |  |  |       |  |  |               |  |  |                |  |
|                           |                      | Jacopa della Marra    | ?                         |  |  |       |  |  |               |  |  |                |  |
| Raimondo Orsini del Balzo |                      | Jacopa della Marra    |                           |  |  |       |  |  |               |  |  |                |  |
|                           | Ermingano di Sabrano | Elizario di Sabrano   |                           |  |  |       |  |  |               |  |  |                |  |
|                           | Ermingano di Sabrano | Elizario di Sabrano   |                           |  |  |       |  |  |               |  |  |                |  |
|                           | Ermingano di Sabrano | Cecilia ?             |                           |  |  |       |  |  |               |  |  |                |  |
| Guglielmo di Sabrano      | Ermingano di Sabrano |                       |                           |  |  |       |  |  |               |  |  |                |  |
|                           |                      | Alistasia del Balzo   | Barrale del Balzo         |  |  |       |  |  |               |  |  |                |  |
|                           |                      | Alistasia del Balzo   | Barrale del Balzo         |  |  |       |  |  |               |  |  |                |  |
|                           |                      | Alistasia del Balzo   | ?                         |  |  |       |  |  |               |  |  |                |  |
| Giovanna di Sabrano       |                      | Alistasia del Balzo   |                           |  |  |       |  |  |               |  |  |                |  |
|                           |                      | Berardo di Sangiorgio | ?                         |  |  |       |  |  |               |  |  |                |  |
|                           |                      | Berardo di Sangiorgio | ?                         |  |  |       |  |  |               |  |  |                |  |
|                           |                      | Berardo di Sangiorgio | ?                         |  |  |       |  |  |               |  |  |                |  |
| Roberta di Sangiorgio     |                      | Berardo di Sangiorgio |                           |  |  |       |  |  |               |  |  |                |  |
|                           |                      | Isabella Maletta      | ?                         |  |  |       |  |  |               |  |  |                |  |
|                           |                      | Isabella Maletta      | ?                         |  |  |       |  |  |               |  |  |                |  |
|                           |                      | Isabella Maletta      | ?                         |  |  |       |  |  |               |  |  |                |  |
|                           |                      | Isabella Maletta      |                           |  |  |       |  |  |               |  |  |                |  |

## Discendenza
Raimondo Orsini del Balzo si sposò nel 1384 con Maria d'Enghien, da cui ebbe:
1. Giovanni Antonio (1386-1463), principe di Taranto, duca di Bari e conte di Acerra, Conversano, Lecce, Matera (dal 1443), Soleto ed Ugento (dal 1453);
2. Maria, andata in sposa ad Antonio Acquaviva, 3º duca di Atri;
3. Caterina, andata in sposa a Tristano di Chiaromonte, conte di Copertino;
4. Gabriele († 1453), duca di Venosa (dal 1441) e conte di Lecce ed Ugento (dal 1434), il quale sposò nel 1431 Maria/Giovanna Caracciolo del Sole[4], figlia di Sergianni, gran siniscalco del Regno di Napoli, e di Caterina Filangieri.

Ebbe inoltre un figlio illegittimo, Angelo (1370-1421), da lui non cresciuto, che fu conte di Toscanella.